# Joseph Brevard Kershaw

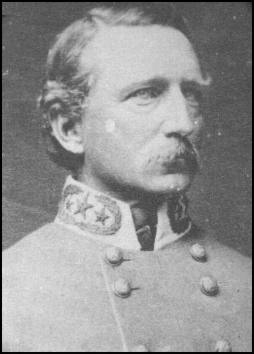
Joseph Brevard Kershaw

Joseph Brevard Kershaw (* 5. Januar 1822 bei Camden, South Carolina; † 13. April 1894 ebenda) war ein US-amerikanischer Jurist, Politiker, Offizier des US-Heeres und Generalmajor des konföderierte Heeres.
Als Sohn eines Kongressabgeordneten geboren, wurde Kershaw 1843 Rechtsanwalt. Im Jahr darauf heiratete er Lucretia Douglas. Aus der Ehe gingen ein Sohn und vier Töchter hervor. Er nahm als Freiwilliger am Mexikanisch-Amerikanischen Krieg im Palmetto-Regiment South Carolinas teil. 1852 und 1854 wurde Kershaw in den Senat von South Carolina gewählt.
Nach Ausbruch des Sezessionskrieges stellte er für das konföderierte Heer das 2. South Carolina-Infanterieregiment auf, dessen Kommandeur er wurde. Am 13. Februar 1862 wurde er zum Brigadegeneral befördert. Schon vorher war er zum Brigadekommandeur ernannt worden. In dieser Funktion nahm er am Halbinsel-Feldzug, der Zweiten Schlacht am Bull Run, der Schlacht am Antietam und der Schlacht von Fredericksburg teil. 1863 kämpfte er bei Chancellorsville, Gettysburg und nahm an der Schlacht am Chickamauga teil. Im Mai 1864 zum Generalmajor befördert, übernahm er das Kommando über eine Division der Nord-Virginia-Armee im Korps von Generalleutnant James Longstreet. Kershaws Division war an den Schlachten in der Wilderness, bei Spotsylvania Court House, von Cold Harbor und der Belagerung von Petersburg beteiligt. Er war unter den Generalen, die nach den Gefechten am Saylor’s Creek in Gefangenschaft gerieten. 
Nach dem Krieg kehrte er nach South Carolina zurück und war ein Jahr lang Präsident des Senates von South Carolina. Von 1877 bis 1893 war er als Richter tätig. Im gleichen Jahr übernahm er das Postamt in Camden.